# Akihito (género)
Akihito  é um género de peixe da família Gobiidae e da ordem Perciformes.

## Espécies
- Akihito futuna (Keith, Marquet & Watson, 2008)[3]
- Akihito vanuatu (Watson, Keith & Marquet, 2007)[1][4][5][6][7]